# Hardy Nilsson
Hardy Nilsson (* 23. Juni 1947 in Skellefteå) ist ein ehemaliger schwedischer Eishockeyspieler und derzeitiger -trainer.

## Karriere

### Als Spieler
Seine professionelle Karriere begann Hardy Nilsson 1965 in seiner Heimatstadt beim dortigen Club Skellefteå AIK. Nachdem der Stürmer die ersten beiden Jahre mit dem Club in der 1. Division, damals höchste Spielklasse in Schweden, gespielt hatte, stieg der Verein erstmals ab. Zwar schaffte man den direkten Wiederaufstieg, doch stieg man in den Folgejahren immer wieder ab. Bis 1974 wechselte Nilsson mit dem Verein jedes Jahr die Spielklasse und pendelte zwischen der 1. und der 2. Division. Nachdem man den Aufstieg ein weiteres Mal geschafft hatte, etablierte sich Skellefteå wieder in der 1. Division, die 1975 durch die Elitserien abgelöst wurde.
1978 wurde Nilsson schwedischer Meister mit Skellefteå. Im Finale gewann Skellefteå gegen den AIK Stockholm im dritten und entscheidenden Spiel mit 4:3. Nilsson gilt in seiner Funktion als Mannschaftskapitän als prägender Spieler des Titelgewinns und hat seither Status als Kultspieler beim SAIK.
Zur Saison 1978/79 wechselte Nilsson nach Deutschland zum Kölner EC, wo er in der 1. Bundesliga spielte. Zwar blieb er nur ein Jahr in Köln, doch wurde er mit dem KEC auf Anhieb deutscher Meister, wurde ins All-Star-Team der Liga gewählt und erhielt die Xaver-Unsinn-Trophy als Spieler mit den meisten Vorlagen. Nach dem Jahr in Deutschland wechselte er zurück nach Schweden, wo er noch drei Jahre für Örebro IK spielte, ehe er seine aktive Laufbahn 1982 beendete.

### Als Trainer
Zu Beginn seiner Trainerlaufbahn kehrte er an den Ort seines größten Erfolges als Spieler zurück. 1985 engagierten ihn die Kölner Haie als Nachfolger von Josef Golonka. Wie schon als Spieler gelang ihm bereits in seinem ersten Jahr der große Erfolg und er feierte mit den Haien die Meisterschaft. In der Saison 1986/87 gelang es ihm mit dem KEC, als erste Mannschaft seit 1971 den Titel zu verteidigen. Und auch im dritten Jahr mit Nilsson an der Bande gewannen die Haie die Meisterschaft. Danach blieb er noch weitere vier weitere Jahre, wobei die größten Erfolge in dieser Zeit der dritte Platz im Europapokal 1989 und die Vizemeisterschaft 1991 waren. Zur Saison 1993/94 begann Nilssons Engagement beim EC Hedos München. Mit der mit vielen Stars besetzten Mannschaft gewann er 1994 die deutsche Meisterschaft. Nach Gründung der DEL zur Spielzeit 1994/95 erfolgte jedoch der schnelle Absturz des in Maddogs München umbenannten Vereins. Kurz nach Saisonbeginn wurde der Spielbetrieb eingestellt und ein Konkursverfahren gegen den Club eröffnet.
Daher wechselte Nilsson 1995 zur Düsseldorfer EG und wurde somit Nachfolger von Hans Zach. Die Spielzeit 1995/96 beendete er als deutscher Meister. Von 2000 bis 2004 war er Trainer der schwedischen Nationalmannschaft. In dieser Zeit gewann er mit dem Team bei jeder Weltmeisterschaft eine Medaille. Einen Titel konnte er mit den Tre Kronors aber nicht holen. 2000 wurde er erstmals zum besten Trainer in Schweden gewählt und als Årets Coach ausgezeichnet. Dasselbe gelang ihm zehn Jahre später erneut. Nachdem er als Nationaltrainer abgelöst wurde, nahm er 2005 ein Angebot des österreichischen Erstligisten Red Bulls Salzburg an. Mit der Salzburger Mannschaft erreichte er in der Saison 2005/06 als bestes Team der Vorrunde die Play-offs, unterlag dort aber im Finale dem EC VSV. Im Jahr darauf stand er mit den Salzburgern erneut im Finale gegen den VSV – diesmal konnte er allerdings den Titel gewinnen. Nach Salzburg, sein Nachfolger wurde Pierre Pagé, wechselte er als Headcoach zu Djurgårdens IF in die schwedische Elitserien.

## Erfolge

### Als Spieler
- Schwedischer Meister 1978
- Deutscher Meister 1979
- All-Star-Team der Bundesliga 1978/79
- Xaver-Unsinn-Trophy 1979

### Als Trainer
- Deutscher Meister 1986, 1987, 1988, 1994, 1996
- WM-Silbermedaillengewinner 2003, 2004
- WM-Bronzemedaillengewinner 2001, 2002
- Schwedischer Trainer des Jahres 1999/2000, 2009/10
- Österreichischer Meister 2007